# Ciparsko Kraljevstvo
Ciparsko Kraljevstvo ili Kraljevina Cipar (lat. Royaume de Chypre; lat. Regnum Cypr), bila je križarska država koju je 1192. godine utemeljila francuska velikaška obitelj Lizinjan. Osim otoka Cipra neko vrijeme je imala i teritorije u Anadoliji.

## Povijest
Oko 1185. godine upravitelj bizantskog Cipra, Izak Komnen se pobunio protiv Carigrada i proglasio se carem. Uspio je odbiti napade bizantskih careva Andronika I. Komnena i Izaka II. Angela, ali kada se suočio s flotom engleskog kralja Rikarada Lavljeg Srca bio je poražen i zarobljen. Rikard I. je zauzeo otok za sebe, ali ga je uskoro prodao vitezovima templarima. Budući da templari nisu imali traženi iznos za kupnju otoka, Rikard I. ga je ponovno uzeo za sebe, da bi ga 1192. godine potom prodao Gvidu Lizinjanskom, bivšem jeruzalemskom kralju, koji se porglasio gospodarom Cipra.
Gvidov brat i nasljednik Almarik Ciparski dobio je naslov ciparskog kralja od rimsko-njemačkog cara Henrika VI. Hohenstaufovca. Do pada Akre 1291. godine, dinastija Lizinjan je još uvijek raspolagala s malim teritorijem Jeruzalemskog Kraljevstva, a i poslije toga je Cipar ostao središte svih napada križara na muslimanska uporišta na Levantu.
Ciparski kralj Petar I. (1358.-1369.) zavjetovao se da će poći u križarski rat te je osvojio Antaliju na cilicijskoj obali Anadolije, a 1365. godine je, uz pomoć plaćenika iz Europe, osvojio Aleksandriju, ali ju nije uspio zadržati. Za vladavine njegova sina i nasljednika, kralja Petra II. (1369.-1382.), izbio je sukob između Mletačke Republike i Republike Genove oko važnog ciparskog trgovačkog lučkog grada Famaguste te je Genova naposljetku otela Cipru taj grad i zadržala ga u svojoj vlasti gotovo čitavo stoljeće, što je dovelo do pada gospodarstva i prosperiteta otoka.
Godine 1426. egipatski muslimani izveli su napad i pljačkanje Cipra, nakon čega su ciparski kraljevi morali plaćati danak Mamelučkom sultanatu. Zadnji ciparski kralj Jakov II. (1460.-1473.) oteo je, uz pomoć Mameluka Famgostu iz ruku Genove, ali je uskoro umro, a njegova supruga, mletačka plemkinja Katarina Cornaro rodila je posthumno sina Jakova III., koji je umro već 1474. godine, zbog čega je ona naslijedila prijestolje. Bila je pod velikom pritiskom Venecije za vrijeme cijele svoje vladavine i naposljetku je 1489. godine pristala predati Cipar Mletačkoj Republici. Mlečani su vladali otokm kao svojom kolonijom sljedećih 80-tak godina, da bi ga potom osvojili Osmanlije.

## Popis ciparskih kraljeva
- Gvido (1192.–1194.)
- Amalrik (1194.–1205.)
- Hugo I. Ciparski (1205.–1218.)
- Henrik I. (1218.–1253.)
- Hugo II. (1253.–1267.)
- Hugo III. (1267.–1284.)
- Ivan I. (1284.–1285.)
- Henrik II. (1285.–1324.)
  - Amalrik Tirski (1306.–1310.), regent
- Hugo IV. (1324.–1358.)
- Petar I. (1358.–1369.)
- Petar II. (1369.–1382.)
- Jakov I. (1382.–1398.)
- Janus (1398.–1432.)
- Ivan II. (1432.–1458.)
- Charlotte (1458.–1464.), zajedno sa suprugom Lujom Savojskim
- Jakov II. (1460./1464.–1473.)
- Jakov III. (1473.–1474.)
- Katarina Cornaro (1474.–1489.)